# Hanson Weightman Baldwin
Hanson Weightman Baldwin (Baltimore, 22 de março de 1903 — Roxbury, 13 de novembro de 1991) foi um escritor e jornalista norte-americano de tópicos militares no New York Times durante muito tempo. Em 1943 recebeu o Prêmio Pulitzer "pela sua cobertura do início da II Guerra Mundial". Além disso, foi autor ou editor de numerosos livros sobre temas militares.